# Doktryna Trumana
Doktryna Trumana – program polityki zagranicznej Stanów Zjednoczonych, głoszący, że USA powinny pomagać narodom, które przeciwstawiają się presji zewnętrznej lub próbom przejęcia siłą władzy nad nimi przez uzbrojone mniejszości. Została sformułowana przez prezydenta Harry’ego S. Trumana i przedstawiona 12 marca 1947 roku w orędziu do Kongresu. Choć nie było to powiedziane wprost, doktryna odnosiła się do ZSRR i jego polityki ekspansji.
Doktryna odnosiła się pierwotnie do Grecji i Turcji – 22 czerwca 1947 roku Truman podpisał akt, przekazujący 400 milionów dolarów na ekonomiczną i wojskową pomoc dla tych krajów (250 milionów dolarów dla Grecji i 150 milionów dolarów dla Turcji).
Doktryna stała się trwałą zasadą polityki zagranicznej USA, oznaczała ostateczne zerwanie z odradzającą się po wojnie polityką izolacjonizmu USA.